# Colias fieldii
Colias fieldii é uma borboleta da família Pieridae. É encontrada no sul do Irão, Índia, sul da China, Indochina, e no rio Ussuri.

## Subespécies
- C. f. fieldii de Yunnan, Índia
- C. f. chinensis Verity, 1909 S. Ussuri

## Taxonomia
Foi aceite como uma espécie por Josef Grieshuber & Gerardo Lamas